# Lot kruka
Lot kruka (tytuł oryg.: Le Vol du corbeau) – francuski komiks autorstwa Jeana-Pierre'a Gibrata, opublikowany w dwóch tomach w latach 2002–2005 przez wydawnictwo Dupuis. Po polsku oba tomy Lotu kruka ukazały się w latach 2017–2019 nakładem wydawnictwa Kurc.

## Fabuła
Akcja komiksu toczy się w Paryżu i okolicach w 1944 w czasie niemieckiej okupacji Francji. Młoda Jeanne, komunistka i członkini ruchu oporu, zostaje aresztowana przez kolaborancką francuską policję. W więziennej celi poznaje włamywacza François, z którym nawiązuje nić porozumienia. Udaje im się uciec z aresztu i schronić na barce poznanej pary, René i Huguette. Statek opuszcza Paryż. W drodze do Burgundii barka zostaje zarekwirowana przez Niemców. Jeanne musi zrobić wszystko, by jej tożsamość nie wyszła przed nimi na jaw.

## Tomy
| Tom | Tytuł i rok wydania polskiego | Tytuł i rok wydania oryginalnego |
| --- | ----------------------------- | -------------------------------- |
| 1   | Lot kruka. Tom 1 (2017)       | Le Vol du corbeau. Tome 1 (2005) |
| 2   | Lot kruka. Tom 2 (2019)       | Le Vol du corbeau. Tome 2 (2007) |

## Nagrody
Za drugi tom Lotu kruka Gibrat otrzymał nagrodę za najlepszy rysunek na Międzynarodowym Festiwalu Komiksu w Angoulême w 2006.